# Scoglio d’Affrica
Scoglio d’Affrica (auch Scoglio d’Africa) oder Formica di Montecristo (it. scoglio „Fels“, formica „Ameise“) ist der Name eines kleinen Felsens, der zum Toskanischen Archipel gezählt wird. Er befindet sich im Tyrrhenischen Meer 18,5 km westlich von Montecristo, 23,2 km südlich von Pianosa und 43,1 km östlich von Korsika.
Die Insel liegt im Südwesten der Bank Formiche di Montecristo, die nirgends tiefer als 37 Meter ist. Die Fläche der zwei Meter über den Meeresspiegel aufragenden, flachen Felseninsel beträgt knapp 0,4 Hektar oder 4000 Quadratmeter.
Im Südwesten des Eilands befindet sich ein 16 Meter hoher Leuchtturm. Administrativ gehört Scoglio d’Affrica zur Gemeinde Portoferraio auf Elba.